# Huta Krzeszowska (przystanek kolejowy)
Huta Krzeszowska – zamknięty przystanek osobowy w Hucie Krzeszowskiej na linii kolejowej nr 66, w województwie podkarpackim, w Polsce.